# Usine sidérurgique de Posan
April 13 Ironworks
L'usine sidérurgique de Posan, actuellement April 13 Ironworks (en coréen 4월13일제철소), est une usine sidérurgique de réduction directe dans le quartier (en) de Posan, dans la ville spéciale Nampo, en Corée du Nord.
L'usine produit actuellement du Juche iron, un minerai de fer préréduit obtenu par des fours de réduction rotatifs. Celui-ci est ensuite envoyé vers l'usine sidérurgique de Chollima (en) pour y être fondu. 
L'usine, parfois appelée usine de Kiyang, exploite 4 fours rotatifs, construits entre 1968 et 1970. Il est possible que ces fours aient été conçus à l'origine comme des fours Krupp-Renn. Ce procédé est en effet particulièrement bien adapté au minerai très siliceux de la mine de Musan (en), et il avait été largement adopté en Corée pendant la colonisation japonaise.
L'usine est connectée au réseau de chemin de fer grâce à sa gare sur la ligne de Posan (en). Une connexion fluviale avait été prévue mais n'a jamais été finalisée.